# Gloefisjevo
Gloefisjevo (Bulgaars: Глуфишево) is een dorp in Bulgarije. Het is gelegen in de gemeente Sliven, oblast  Sliven en telde op 31 december 2019 zo'n 672 inwoners.

## Bevolking
Op 31 december 2019 telde het dorp 672 inwoners. Volgens de optionele volkstelling van 2011 vormen etnische Bulgaren 55,1% van de bevolking, terwijl de Roma met 44,5% een grote minderheid vormen.
| dorp Gloefisjevo | 719 | 836 | 901 | 779 | 751 | 730 | 650 | 647 | 699 | 672 |

Het dorp heeft een gunstige leeftijdsopbouw vergeleken overige plattelandsgebieden in Bulgarije. Op 1 februari 2011 waren 153 inwoners jonger dan 15 jaar oud, 416 inwoners waren tussen de 15 en 64 jaar oud en 130 inwoners waren 65 jaar of ouder.